# Sauerstoff-Isotopenstufe

Isotopenstadien im zeitlichen Umkreis der Neogen-Quartär-Grenze

Sauerstoff-Isotopenstufe (auch: Marine Isotope Stage, MIS; Isotopenstadium oder engl. Oxygen Isotope Stage, OIS) bezeichnet in der Geologie die Datierung von Sedimentschichten anhand der in ihnen enthaltenen stabilen Isotope des Sauerstoffs.
Bei niedrigeren Temperaturen wurde in die Skelette fossiler Foraminiferen ein höherer Anteil von 18O eingebaut als bei wärmeren Temperaturen. Daher variiert das Verhältnis von 18O zu 16O im Kalzit am Ozeanboden je nach Warmzeit oder Kaltzeit. So kann der Verlauf des Klimas im Quartär rekonstruiert werden. Ähnliche Untersuchungen existieren für das gesamte Känozoikum.

## Prinzip
Lokal wirken sich die reduzierten Ozeantemperaturen während der Kaltzeiten auch auf das Isotopenverhältnis der Kalkschale der Foraminifere aus, denn diese fraktioniert beim Einbau des Kalziumkarbonats in ihr Gehäuse das 18O/16O-Verhältnis bei geringeren Temperaturen hin zum schwereren Isotop (Temperatureffekt). Eine erhöhte Verdunstung im Lebensraum der Foraminifere, aber auch ein erhöhter Eintrag von isotopisch leichterem Schmelzwasser führt zu einer Verschiebung des 16O/18O-Verhältnis im Wasser und somit im Gehäuse der Kalkalge (Salinitätseffekt). Aufgrund der Tatsache, dass der Eiseffekt den größten Einfluss und der Temperatureffekt Verschiebungen des 16O/18O-Verhältnisses in dieselbe Richtung bewirkt, kann man hieraus eine Stratigraphie für marine Sedimente entwickeln, die marine Sauerstoff-Isotopen-Stratigraphie. Das normierte Verhältnis von 16O/18O wird als δ18O oder auch Delta-O-18 bezeichnet.

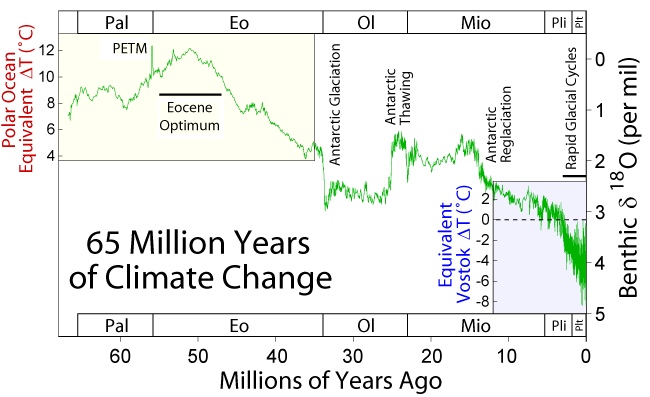
δ^{18}O-Variation seit dem Paläozän

Erste systematische Untersuchungen der Variation von Sauerstoff-Isotopen in Ozeansedimenten wurden in den 1950er Jahren von Cesare Emiliani an planktonischen Foraminiferen in Bohrkernen aus der karibischen Tiefsee gemacht. Er bemerkte die zyklischen Schwankungen der Messwerte und schloss daraus, dass sie Kalt- und Warmzeiten repräsentieren. Er nummerierte die Schwankungen, indem er bei 1 beginnend von der Jetztzeit rückwärts zählte. In der Folgezeit wurden zahlreiche Untersuchungen auf diesem Gebiet durchgeführt, und schon zu Beginn der 1970er Jahre lagen zahlreiche zusätzliche wissenschaftliche Arbeiten vor, die schließlich zur Entwicklung einer Sauerstoff-Isotopen-Stratigraphie des Quartärs führten. Dabei wurden im Pleistozän mehr als hundert Zyklen unterschieden, die ebenso vielen Warm-Kaltzeit-Zyklen entsprechen.
Mitte der 1970er-Jahre wurde das Prinzip durch Nicholas Shackleton und James Kennett sowie die Arbeitsgruppe von Samuel Savin auf das gesamte Känozoikum ausgedehnt. Es zeigte sich, dass die Sauerstoff-Isotopenverhältnisse nach der Kreide-Paläogen-Grenze ebenfalls deutlichen Schwankungen unterlagen. Die im Quartär beobachteten raschen Wechsel der Isotopenverhältnisse sind jedoch nicht deutlich wahrnehmbar, auch wenn einzelne, gut untersuchte Abschnitte deutliche Hinweise darauf zeigen, dass solche Zyklen auch im Paläogen beziehungsweise im Neogen existierten.

## Marine Sauerstoff-Isotopen-Stratigraphie des Quartärs
Das aktuelle Eiszeitalter ist ab der Basis des Quartärs (Beginn des Gelasiums) vor etwas weniger als 2,6 Millionen Jahren in 103 Isotopenstadien untergliedert und rückwärts durchnummeriert. Dabei bezeichnen ungerade Zahlen die Warmzeiten (Interstadiale bzw. Interglaziale), gerade hingegen Kaltzeiten (Glaziale). Die gegenwärtige Warmzeit entspricht also dem marinen Sauerstoff-Isotopenstadium 1 (abgekürzt MIS 1 für das international gebräuchliche Marine Isotope Stage 1), der „Höhepunkt“ der letzten Kaltzeit entspricht dem MIS 2. Da nach der ersten Aufstellung der Gliederung weitere Isotopenschwankungen nachgewiesen werden konnten, wurden zusätzliche Stufen durch das Anhängen eines Buchstabens aufgestellt, zum Beispiel 5e für die Eem-Warmzeit.
MIS      Beginn vor...
- MIS 1 – 14.000 Jahren
- MIS 2 – 29.000 Jahren (zweites Kältemaximum der letzten Kaltzeit = Weichsel-Kaltzeit, Würm-Kaltzeit)
- MIS 3 – 57.000 Jahren
- MIS 4 – 71.000 Jahren (erstes Kältemaximum der letzten Kaltzeit)
- MIS 5 – 130.000 Jahren
  - MIS 5a – 82.000 Jahren (Höhepunkt eines Interstadials der letzten Kaltzeit)
  - MIS 5b – 87.000 Jahren (Höhepunkt eines Stadials der letzten Kaltzeit)
  - MIS 5c – 96.000 Jahren (Höhepunkt eines Interstadials der letzten Kaltzeit)
  - MIS 5d – 109.000 Jahren (Höhepunkt eines Stadials der letzten Kaltzeit)
  - MIS 5e – 123.000 Jahren (Höhepunkt eines Interglazials, letzte Warmzeit = Eem-Warmzeit, Riss-Würm-Interglazial)
- MIS 6 – 191.000 Jahren
- MIS 7 – 243.000 Jahren
- MIS 8 – 300.000 Jahren
- MIS 9 – 337.000 Jahren
- MIS 10 – 374.000 Jahren
- MIS 11 – 424.000 Jahren
- MIS 12 – 478.000 Jahren
- MIS 13 – 533.000 Jahren
- MIS 14 – 563.000 Jahren
- MIS 15 – 621.000 Jahren
- MIS 16 – 676.000 Jahren
- MIS 17 – 712.000 Jahren
- MIS 18 – 761.000 Jahren
- MIS 19 – 790.000 Jahren
- MIS 20 – 814.000 Jahren
- MIS 21 – 866.000 Jahren